# Jacques Simon (paysagiste)
Pour les articles homonymes, voir Simon et Jacques Simon.

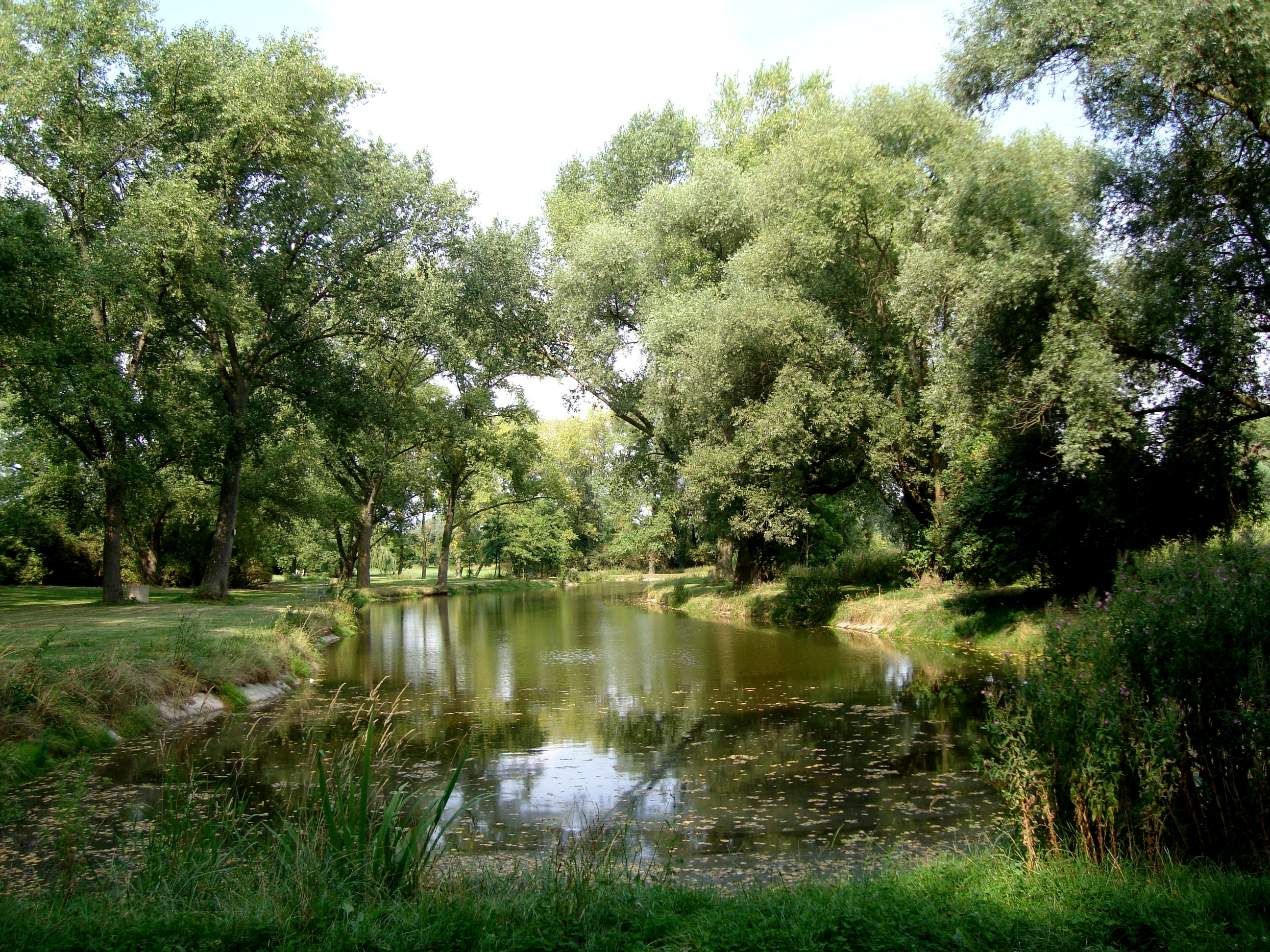
Vue d'une des parties du Parc de la Deûle dont la structure paysagère et écopaysagère a été conçue par Jacques Simon

Jacques Simon, né Jacques Pierre Simon le 23 décembre 1929 à Dijon, et mort le 27 septembre 2015 à Saint-Florentin, est un paysagiste, enseignant et land-artiste, formé à l'École des beaux-arts de Montréal et à la Section du paysage et de l’art des jardins de l’Ecole nationale supérieure d’Horticulture de Versailles, qui deviendra l’École nationale supérieure du paysage de Versailles-Marseille.
Il a introduit une nouvelle conception de l'art du paysage proche du Land art.

## Biographie
Il passe son enfance dans la campagne bourguignonne. Son père est pépiniériste forestier.
De 1957 à 1959, après un premier échec, il est admis à la Section du paysage et de l’art des jardins de l’Ecole nationale supérieure d’Horticulture de Versailles. J. Simon s’y distingue « par des travaux qui sont presque ceux d’un professionnel » précisera le conseil des enseignants. Il est vrai qu’il est le plus âgé de sa promotion et déjà expérimenté. Il travaille en même temps dans des entreprises et des bureaux d’études, notamment pour les établissements Vilmorin.
À l’issue d’un concours en loge, il reçoit en 1960 le diplôme et le titre de paysagiste DPLG.
Avant la fermeture de la section du Paysage, de 1971 à 1974 (l'ENSP ouvre en 1976), il est appelé par le directeur de l’ENSH, E. Le Guelinel, et le paysagiste P. Dauvergne, à enseigner dans les ateliers avec son élève Michel Corajoud. Gilles Vexlard qui était étudiant à cette époque se souvient :
"Il était dans l’instantané. « Allez, cinq minutes de crobars ! Le plus vite possible ! » Simon est arrivé dans ma vie comme un courant d’air. Il ne donnait jamais de travail précis, jamais d’impératifs. Il nous sollicitait. Il n’était pas dans l’imposition mais dans la suggestion, dans la complicité, dans le non-dit – c’est bien plus efficace."

Jacques Simon se définissait au départ comme photographe. La pratique de la photographie ne l’a jamais quitté, Que ce soit lors de ses innombrables voyages, ou dans son activité éditoriale.
Jacques Simon est l'auteur d'une série d'ouvrages sur différents aspects du paysage et abordés d'un point de vue technique. Il a travaillé de 1964 à 1966 en collaboration avec Michel Corajoud. Il a conçu le Parc de la Deûle au sud de Lille, qui lui a valu le Grand Prix national du Paysage en 2006, après l'avoir reçu une première fois en 1990.
Il a été incinéré à Auxerre.

## Prix
- Grand prix du paysage en 1990
- Prix du paysage en 2006
- Prix du paysage du conseil de l'Europe en 2009

## Principales réalisations
- Parc Saint-John-Perse, Reims, 1973.
- Parc de la Deûle
- Sculpture de chaume

## Éditions
- Monographie